# Singa keyserlingi
Singa keyserlingi là một loài nhện trong họ Araneidae.
Loài này thuộc chi Singa. Singa keyserlingi được Henry Christopher McCooki miêu tả năm 1894.